# HD 104304
HD 104304 är en dubbelstjärna belägen i den norra delen av stjärnbilden Jungfrun. Den har en kombinerad skenbar magnitud av ca 5,54 och är svagt synlig för blotta ögat där ljusföroreningar ej förekommer. Baserat på parallaxmätning inom Hipparcosuppdraget på ca 78,4 mas, beräknas den befinna sig på ett avstånd på ca 42 ljusår (ca 13 parsek) från solen. Den rör sig bort från solen med en heliocentrisk radialhastighet på ca 1 km/s.

## Egenskaper
Primärstjärnan HD 104304 A är en gul till vit underjättestjärna av spektralklass G8 IV, som har lämnat huvudserien och har börjat utvecklas till en jättestjärna. Den har en massa som är ungefär en solmassa, en radie som är ungefär en solradie och har samma utstrålning av energi som solen från dess fotosfär vid en effektiv temperatur av ca 5 500 K.
År 2007 tillkännagavs en tänkbar exoplanet som kretsar kring HD 104304. Detta uppdaterades 2010 när två oberoende artiklar tillkännagav upptäckten av en röd dvärg med gemensam egenrörelse som följeslagare. Den beräknas ha en massa av 0,21 solmassor och spektralklass M4 V även om spektrumet inte har observerats direkt. Den mest sannolika omloppsbanan har en period på 48,5 år och en excentricitet på 0,29. Ytterligare mätning krävs för att kunna avgöra huruvida stjärnan har en planetarisk följeslagare, men ytterligare objekt med massa över 83 jupitermassor och separerade med åtminstone 3,9 AE kan uteslutas.